# إيوطير
الإيوطير (الاسم العلمي:†Eothyris) هو جنس منقرض من الحيوانات تتبع فصيلة الإيوطيرات من رتبة البليكوصوريات.